# Snickers
Snickers («Сні́керс») — шоколадний батончик зі смаженим арахісом (також з насінням, фундуком, мигдалем), карамеллю та нугою, покритий зверху молочним шоколадом. Продаж шоколадного батончика Snickers у всьому світі щорічно сягає на суму понад 2 млрд доларів США.
До 1990 року продукт продавався у Великій Британії та Ірландії під назвою Marathon. Пізніше цей батончик став продаватися у всьому світі під назвою Snickers.
Виробляється компанією Mars Incorporated.

## Історія
Батончик Snickers уперше був виготовлений 1923 року в США кондитером Френком Марсом, але його масове виробництво розпочалося лише 1930 року. У листопаді 1929 року в Чикаго була збудована шоколадна фабрика, на якій першими стали виготовлятися шоколадні батончики Snickers. Сьогодні чиказька шоколадна фабрика випускає 560 солодощів за хвилину на окремій потоковій лінії.
Назву батончика було вибрано за іменем улюбленого коня сімейства Марс, засновників компанії Mars, Incorporated.

## Спонсорська діяльність
- 1949 — Snickers спонсорував трансляції популярного американського телешоу Howdy Doody[en].
- 1984 — спонсорував проведення Олімпійських Ігор у Лос-Анджелесі.
- 1994 — бренд Snickers спонсорував Чемпіонат Світу з футболу, який приймали США, а двома роками пізніше — Євро-1996 у Великій Британії.

## Характеристика
| Snickers Харчова цінність в 100 г продукту |        |
| --- | ------ |
| Енергетична цінність 513 ккал / 2144 кДж |        |
| \| Білки \| 9 \| \| Жири \| 28,2 \| \| насичені \| 11,1 \| \| Вуглеводи \| 55 \| \| дисахариди \| 49,5 \| \| \| \| \| \| \| \| Натрій \| 188 мг \| \| \| \| |        |
| |        |
| Білки | 9      |
| Жири | 28,2   |
| насичені | 11,1   |
| Вуглеводи | 55     |
| дисахариди | 49,5   |
| |        |
| |        |
| Натрій | 188 мг |
| |        |

| Snickers з лісовим горіхом Харчова цінність в 100 г продукту |          |
| --- | -------- |
| Енергетична цінність 514 ккал / 2149 кДж |          |
| \| Білки \| 7,5 \| \| Жири \| 28,5 \| \| насичені \| 10,6 \| \| Вуглеводи \| 56 \| \| дисахариди \| 49,9 \| \| \| \| \| \| \| \| Натрій \| 197,5 мг \| \| \| \| |          |
| |          |
| Білки | 7,5      |
| Жири | 28,5     |
| насичені | 10,6     |
| Вуглеводи | 56       |
| дисахариди | 49,9     |
| |          |
| |          |
| Натрій | 197,5 мг |
| |          |

- Термін придатності: близько 7 місяців з дати виготовлення.
- Зберігати при температурі від +5 ° C до +22 ° C при відносній вологості не більше 70 %.

### Склад
Стандартний батончик:
Начинка: арахіс, глюкозний сироп, цукор, пальмова олія, знежирене сухе молоко, сіль, сухий яєчний білок, ароматизатор (ванілін);
Шоколад: цукор, какао масло, незбиране сухе молоко, какао терте, лактоза, зневоднений молочний жир, емульгатор (соєвий лецитин), ароматизатор (ванілін), молоко сухе знежирене.

## Асортимент
На світовому ринку трапляються різні варіанти приготування батончика Snickers.
В Україні в роздрібній торгівлі батончики трапляються наступних видів:
- Snickers White (2016) — 80 г (2 батончики по 40 г) з білим шоколадом
- Snickers (2014) — 50,5 г
- Snickers Footballія (2012)
- Snickers Super (2012 рік) — 95 г (2 батончики по 47,5 г в одній упаковці)
- Snickers з лісовим горіхом — 81 г (40,5 г х 2), також 49 г
- Snickers Snack Size — 42 г
- Snickers з соняшниковим насінням — 55 г
- Snickers з соняшниковим насінням (2014) — 87 г (2 батончики по 43,5 г в одній упаковці)
- Snickers Super (2010 рік) — 101 г (2 батончика по 50,5 г в одній упаковці)
- Snickers 3 горіхи — з березня 2011 р.
- Snickers Hard — з великим вмістом горіхів
- Snickers x3 — 3 батончики по 55 г
- Snickers з мигдалем (2013) — 2 батончики, 81 г.
- Snickers 220V
- Snickers Super+1 (2019) — 112,5 г (3 батончики по 37,5 г).
- Snickers Creamy Peanut Butter (2021) — з кремом з арахісового масла, 54,75 г (3 батончики по 18,25 г).

## Галерея

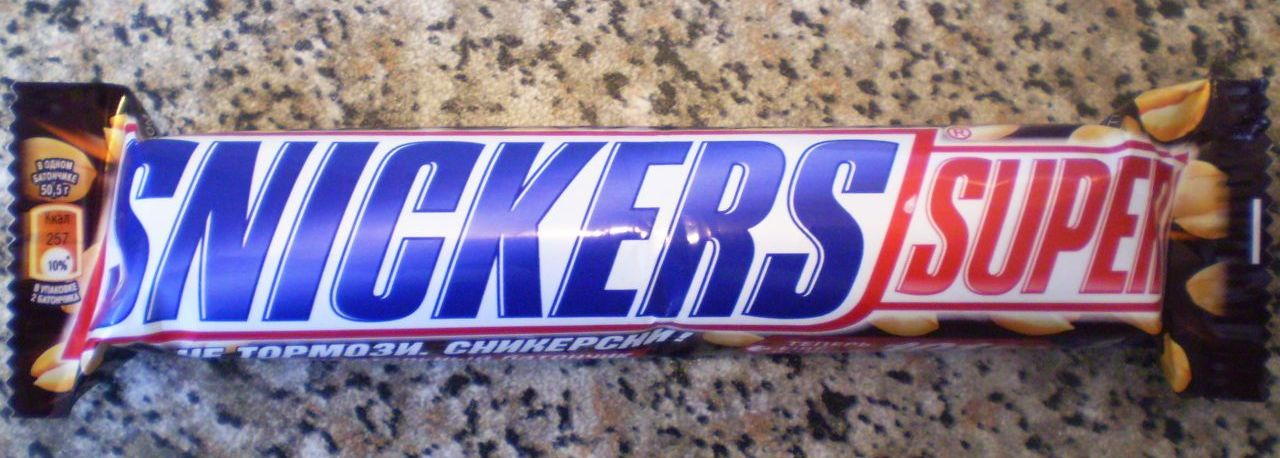
Snickers Super (101 г)
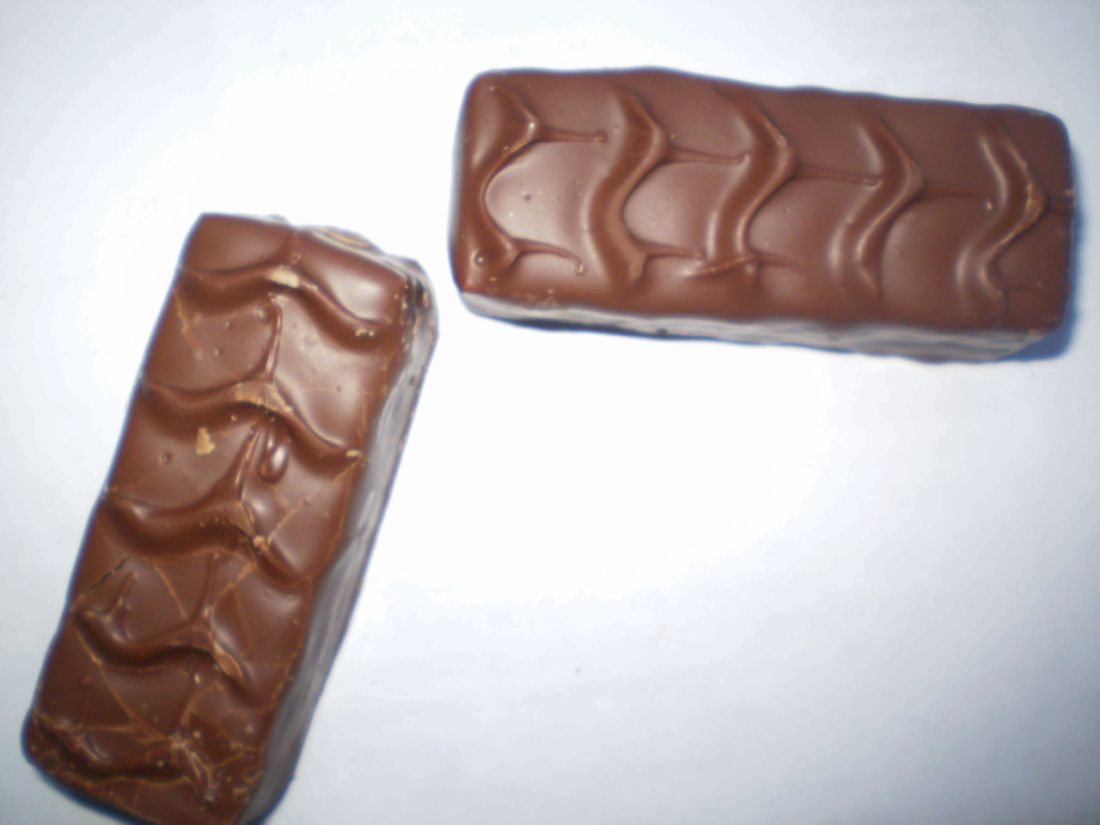
Зовнішній вигляд двох батончиків Snickers Super
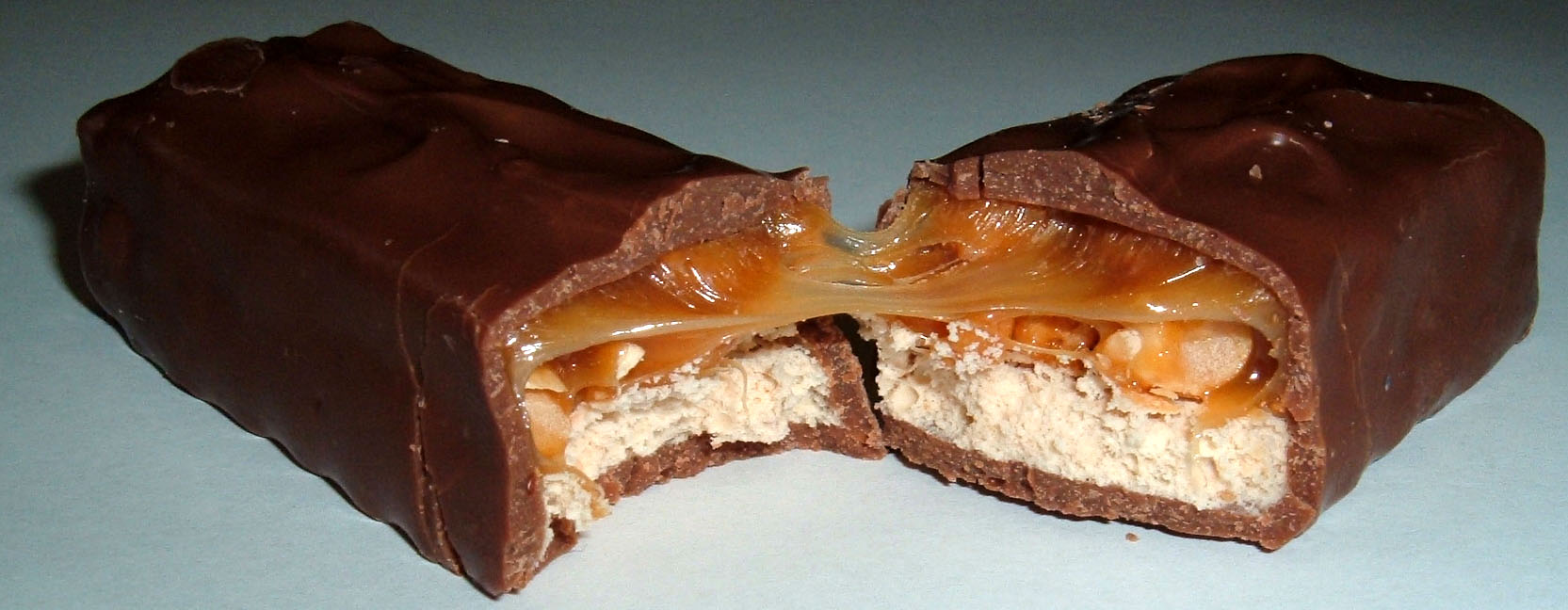
Батончик у розрізі
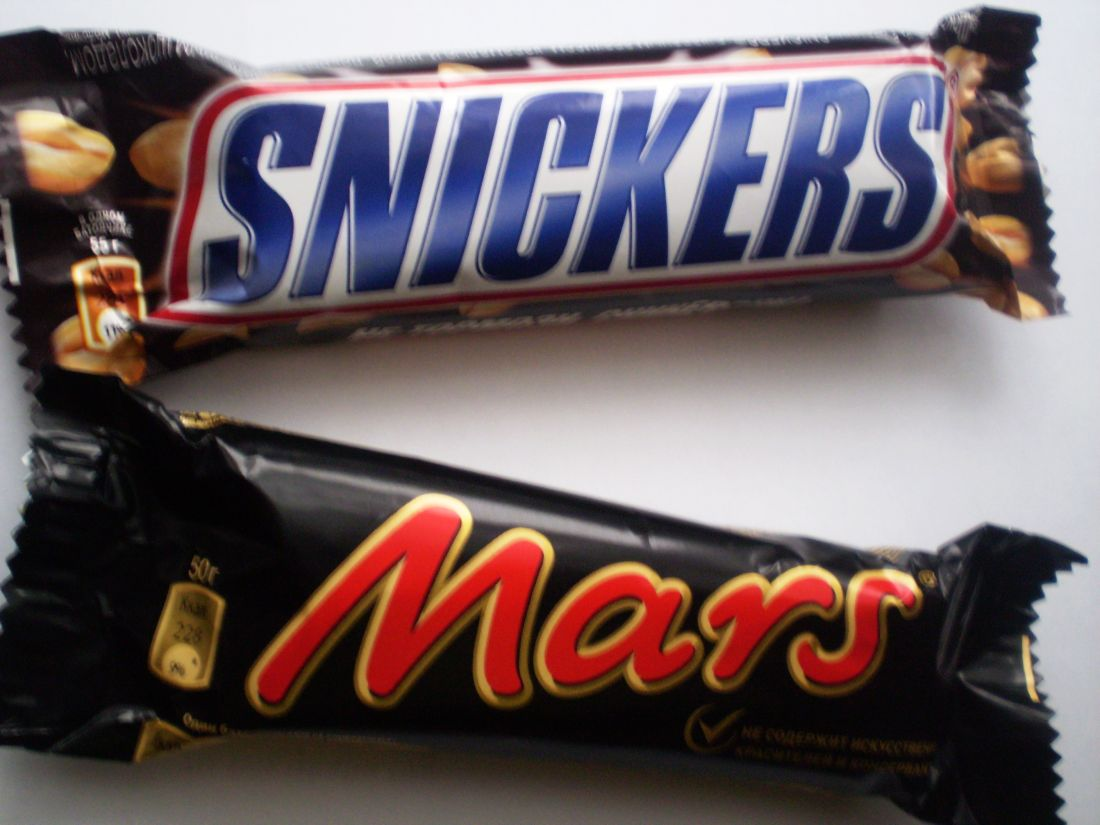
Snickers і Mars

## Факти
- Назву Snickers («Тихе іржання») було запозичено в улюбленого коня родини Марс[3].
- Під час першої війни в Перській затоці американські солдати отримали заморожені батончики Snickers як частину вечері на День Подяки.
- «Снікерс» згаданий у негативному ключі у відомій українській пісні Сергія Брайляна «Сало».
- В американському варіанті англійської є слово sneakers, що означає кросівки.
- 2009 року у Великій Британії масу батончиків Snickers і Mars зменшили на 7 %, при цьому ціна залишилася колишньою. Виробники пояснили це турботою про здоров'я громадян[4].
- Існує однойменне морозиво виробництва компанії Mars.
- У 1990-х роках вироблялася однойменна шоколадна паста, яка складалася з тих же інгредієнтів, що і шоколадний батончик. Паста була розділена за інгредієнтами.
- У грі Point Blank батончики Snickers використовується як гранати.